# Dla Leslie
Dla Leslie (ang. To Leslie) – amerykański dramat z 2022 roku w reżyserii Michaela Morrisa. W głównej roli zagrała Andrea Riseborough. Film miał premierę 12 marca 2022 roku.

## Fabuła
Sześć lat po tym, jak Leslie wygrywa pokaźną sumę na loterii, kończy uzależniona od alkoholu i bez grosza przy duszy, przez co zostaje wyrzucona z wynajmowanego mieszkania, zostając praktycznie z niczym. Postanawia odnowić kontakt z synem, którego przed laty porzuciła.

## Obsada
- Andrea Riseborough jako Leslie
- Allison Janney jako Nancy
- Marc Maron jako Sweeney
- Andre Royo jako Royal
- Owen Teague jako James
- Stephen Root jako Dutch
- James Landry Hébert jako Pete
- Catfish Jean jako Darren
- Arabella Grant jako Betsey
- Alan Wells jako Will
- Alan Trong jako Chris[1]

## Produkcja
Zdjęcia do filmu kręcono w Los Angeles w stanie Kalifornia w Stanach Zjednoczonych.

## Odbiór

### Reakcja krytyków
Film spotkał się z dobrą reakcją krytyków. W agregatorze recenzji Rotten Tomatoes 95% z 81 recenzji uznano za pozytywne, a średnia ocen wyniosła 7,6 na 10. Z kolei w agregatorze Metacritic średnia ważona ocen z 19 recenzji wyniosła 84 punkty na 100.

## Nagrody i nominacje
| Nagroda                                     | Kategoria                                              | Wynik     |
| ------------------------------------------- | ------------------------------------------------------ | --------- |
| Oscary                                      | Najlepsza aktorka pierwszoplanowa (Andrea Riseborough) | nominacja |
| Independent Spirit Awards                   | Najlepszy występ pierwszoplanowy (Andrea Riseborough)  | nominacja |
| Independent Spirit Awards                   | 10 najlepszych filmów niezależnych                     | nominacja |
| Stowarzyszenie Krytyków Filmowych z Chicago | Najlepsza aktorka (Andrea Riseborough)                 | nominacja |